# 芳野日向子
芳野日向子（日语：／ Yoshino Hinako，1966年8月17日—），日本女性前配音員。出身於東京都板橋區。本名、舊藝名。身高155cm。AB型血。

## 簡歷
芳野日向子於高中畢業後，從事著兼職工作，但對自己的聲音有種自卑感，於是想著「要把弱點變成優勢」，並在一本介紹訓練學校的雜誌上看到青二塾的大篇幅介紹後對此產生了興趣，並作為第6期生進入東京校。1986年，她與同期的金丸日向子、丸尾知子組成了聲優組合「QP'S」。並由VAP發布一張單曲唱片。
1987年10月，憑藉電視動畫《聖魔大戰》的十字架天使一角作為配音員首次亮相。這是她第一次常駐演出，對這個角色很有感情，而且在該作品工作人員的幫助下，持續了1年半的時間，節目終了時她感覺「感謝您的照顧成為今天的我。」自己就像從學校畢業了一樣。還苦笑著說工作人員說她從第1話開始可能沒有成長多少。本人也評論「十字架天使從女孩變成了女人，而我卻被留下，無法與她一起成長。這是我的遺憾」。
她在飾演十字架天使的時候，收到一個小朋友用平假名和鉛筆寫的粉絲信，她也使用鉛筆寫信回覆，並收到了孩子母親的回信，回信中說「我的孩子說這是他第一次收到寄給他的信，很高興」，這一點她非常的高興。
2003年1月1日，她將藝名由金丸日向子改為芳野日向子。
直到2008年12月她一直隸屬於青二Production。

## 人物、特色
作為配音員，她是「超音波語音」的先驅之一。
特長：鋼琴、游泳、高爾夫、滑雪。

## 繼任
芳野退休後，以下人員接替了這些角色：
- 古原奈奈（日语：古原奈々）—《太鼓之達人》系列：咚子

## 演出
粗體字表示主要角色。

### 電視動畫
1987年
- 莫克和甜甜（蘇林）
- 聖魔大戰（1987年—1989年，十字架天使[11]／十字天使／箭矢天使[12]／強棒天使）

1988年
- 奇天烈大百科（1988年—1992年，貓1、小獅子、女孩子A、夏代、女孩子、犬、小孩A、夢子、三吉、片桐麻衣、晴美、留美）
- 妳好！淑女小琳（日语：レディ!!#ハロー！レディリン）（瑪蒂爾達）
- 甜蜜小天使 (1988年版)（真佐子）
- 朋基基 名作世界（日语：ひらけ!ポンキッキ#コーナードラマ）
  - （公主）
  - （天使3）

1989年
- 新仙魔大戰（1989年—1990年，娜蒂、十字架天使）
- 變形金剛V（碧波[13]）

1990年
- 人小鬼大特別篇 秋日滿滿!!（弘子）
- 大耳鼠（三久美）
- 神通小精靈（1990年—1992年，玉美枝）
- 魔法使莎莉 (1989年版)（1990年—1991年）
- 夠了！阿太郎 (1990年版)（日语：もーれつア太郎）（卓坊、小孩B）
- YAWARA！（女性、女學生B）

1991年
- 青澀花園（女學生A）
- 金魚注意報（牛代）
- 人小鬼大特別篇 夢滿滿!!（弘子）
- 小小妖怪阿奇、柯奇、索奇（可可）
- 校園七大不可思議神秘事件（日语：ハイスクールミステリー学園七不思議）（後藤典子）

1992年
- 宇宙小超人 3000萬光年尋找母親（日语：ウルトラマンキッズ 母をたずねて3000万光年）（楊皮）
- 風中少女 金髮珍妮（希拉蕊）
- 元氣爆發伏魔金剛（女孩子）
- 人小鬼大（谷澤弘子）
- 少年阿貝2（日语：少年アシベ）（北尾美緒）
- 超仙魔大戰（克依瑪傑絲）
- 幻影真帆（日语：まぼちゃん旅行記）（鳥子）

1993年
- 小小男子漢（新婦、太妹B）
- 美少女戰士R（1993年—1994年，皮皮耶洛、傀儡子、細身娘）2系列

1994年
- 機動武鬥傳G鋼彈（索菲亞）

1995年
- 酷媽寶貝蛋（國立麗羅）
- （梅）

1996年
- 天才寶貝（槍溝愛）

1998年
- 庫洛魔法使（黑川惠子）

1999年
- 大嘴鳥（1999年—2001年，小蜜桃、販售員1、大眼鳥的奶奶）

2000年
- 外星人田中太郎（堀町高志的母親）

2001年
- 超能奇兵（劉桂華）

2002年
- （小香蕉）
- 洛克人EXE（2002年—2006年，綾小路伊朵[14]）5系列[系列 1]

2005年
- 太鼓之達人（咚子、貓、〈青〉、〈黃〉[來源請求]）

### 電影動畫
- 聖魔大戰：第一次聖魔大戰（1988年，十字架天使[15]）
- 聖魔大戰：無緣區域的寶藏（1988年，肥助）
- （1990年，雷德）
- 神通小精靈：燃燒吧！友情的魔法大戰（日语：まじかる☆タルるートくん 燃えろ!友情の魔法大戦）（1991年，玉美枝）
- 神通小精靈：喜歡，喜歡，我喜歡章魚燒！（日语：まじかる☆タルるートくん すき・すき タコ焼きっ!）（1992年，玉美枝）
- 怪博士與機器娃娃：嗯加！企鵝村的早晨（日语：Dr.スランプ アラレちゃん んちゃ!ペンギン村はハレのち晴れ）（1993年，皿田魔菇[16]）
- 三國志 完結篇：遼闊的大地（1994年，少年）
- 劇場版 捉猴啦：黃金嗶波猴·巫奇戰鬥（2002年，小香蕉）

### OVA
- （1987年，女學生E）
- 湘南爆走族（1988年，少女1）
- B·B（日语：B・B）（1990年，廣播）
- 滋養心靈名作動畫系列1 誠實的樵夫（1993年，松鼠）
- 神秘森林的夥伴們（1994年，淘氣的夥伴們[1]）
- Idol Project（日语：アイドルプロジェクト）（1995年，帕魯普·蘭蘭）
- 聖羅Victory（1995年，志村麻美、安卓麻美）
- 卒業 ～Graduation～（1995年，志村麻美）
- Lesson XX（日语：Lesson XX）（1995年，前川）
- 結婚 ～Marriage～（1996年，志村麻美）

### 遊戲
- 太鼓之達人系列（咚子〈初代〉）
- 悠久幻想曲（日语：悠久幻想曲）系列（羅拉·紐菲爾德）

1988年
- 聖魔大戰大事界（十字架天使）

1991年
- Quiz Avenue II

1992年
- 下町熱血行進曲 前進大運動會（藍原靜）

1993年
- A級雷電戰士 誕生篇（日语：Aランクサンダー 誕生編）（得亂惠）
- SEGA音速小子（日语：セガソニック・ザ・ヘッジホッグ）（鼯鼠雷）
- 卒業 ～Graduation～（志村麻美）

1994年
- 福星小子 ～Dear My Friend～（日语：うる星やつら 〜ディア マイ フレンズ〜）（莎拉）
- CAL III ～完結篇～（象棋媽媽）
- Quiz Avenue III（繆）
- 卒業 ～Graduation～ FINAL（志村麻美）

1995年
- Idol Project（日语：アイドルプロジェクト）（帕魯普·蘭蘭）
- 卒業Cross World（志村麻美）

1996年
- VIRGIN DREAM（鴻池小百合）

1997年
- 超真實麻雀P7（日语：スーパーリアル麻雀#スーパーリアル麻雀P7）（豐原悅子）
- 卒業Vacation（志村麻美）
- 龍騎士4（羅瑟琳德）
- 真理香 ～真實的世界～（日语：マリカ 〜真実の世界〜）（拝島惠子）

1998年
- 對戰麻雀終極羅曼史4（日语：対戦麻雀ファイナルロマンス4）（高嶺桃、夕凪堇）
- 兵蜂RPG（日语：ツインビーRPG）（青金石）
- 天仙娘娘 ～劇場版～（麻李鈴）

2000年
- （舒格）
- Living Books 奶奶和我（Just Grandma and Me）（日语：リビング・ブックス#おばあちゃんとぼくと）

2001年
- 莎木II

2003年
- 洛克人EXE Transmission（日语：ロックマンエグゼ トランスミッション）（綾小路伊朵）

2005年
- 卒業 Next Graduation（日语：卒業 Next Graduation）（2005年—2006年，志村麻美）2作品

### 廣播劇CD、卡式錄音帶
- Idol Project Crime♥Planning（日语：アイドルプロジェクト）（帕魯普·蘭蘭）
- 蘋果核戰 近未來的音樂學習專科（仁美）
- 卡式錄音帶書 GUNHED（日语：ガンヘッド）（十一）
- 卡式錄音帶書 銀河戰國群雄傳雷（蘭蘭）
- （十字架天使）[注 4]
- CD劇場 勇者鬥惡龍V（日语：CDシアター ドラゴンクエスト）（貝拉）
- 「Sho-Comi」flowers廣播劇CD WILD☆ACT（英语：Wild Act）（肉桂）
- 超能奇兵 Sound Edition（劉桂華）
- 卒業&卒業II 卒業少女全員集合！（志村麻美）
- 兵蜂PARADISE（青金石）
- 黑杖 CD電影（日语：ブラックロッド）（派蒂）
- 悠久幻想曲（日语：悠久幻想曲）系列 廣播劇CD（羅拉·紐菲爾德）
- REVERY EARTH 漫畫CD（日语：レヴァリアース）（雷姆）

### 角色歌曲（包括組合參加歌曲）
- Idol Project（帕魯普·蘭蘭）
  - IMITATION PAZZLE
- 大嘴鳥（小蜜桃）
- 人小鬼大（弘子）
- 聖羅Victory（志村麻美）
- 卒業 ～Graduation～（志村麻美）
  - 卒業 ～Graduation～
  - 卒業攻略法
  - 卒業旅行
- 卒業番外篇 嘿，來玩麻雀吧！（志村麻美）
- 聖魔大戰（十字架天使、強棒天使）
- 悠久幻想曲（羅拉·紐菲爾德）

### 形象專輯
- 杉山惠美子 DOKI2 WAKU2 Sound Station（日语：すぎ恵美子#イメージ・アルバム）
  - KISS MAGIC

### 歌唱唱片
- [注 5]
- [注 6]

### 電視劇
- 六本木丹迪迷宮先生（1987年，朝日電視台）

### 影像商品
- ～悠久幻想曲角色錄影帶～ 悠久塗鴉（1998年）[17]
- 悠久最終場音樂會 ～真夏卒業式～（2000年）

### 外語配音

#### 電影
- 超異能快感（英语：Practical Magic）

#### 電視影集
- 歡樂滿屋（尼基 & 亞歷克斯〈初代日語配音〉）

### 廣告
- ITOKI學習機（日语：イトーキ）（十字天使）
- 講談社 趣味幼稚園（日语：たのしい幼稚園 (雑誌)）（旁白[1]）
- JUSCO（旁白[1]）
- 卒業系列（志村麻美）
  - 日本家庭錄影 卒業 ～Graduation～
  - KSS 卒業番外篇 ～嘿，來玩麻雀吧！～
- TAKARA Miki Maki 彈出式房屋
- TAKARA 莉卡娃娃KURUKURU商店 零食是什麼？
- 德本內服液[18][注 7]
- 國際牌住宅產業（日语：パナソニック ホームズ） 太陽村[19]
- 萬代 電子計算機 魔法氣泡
- 丸美屋 聖魔大戰香松、咖哩（日语：丸美屋食品工業）（十字架天使）

### 電話服務
- 聖魔大戰令人興奮的電話（十字架天使）
- 莉卡電話（日语：リカちゃん#リカちゃん電話）（美紀、真紀）

### 其它
- AIUEO（日语：あいうえお (テレビ番組)）
- （記者）[6]
- 小孩子挑戰（日语：こどもちゃれんじ）（〈第2代〉）
- 三麗鷗彩虹樂園（艾美）
- 有趣的數學（日语：たのしいさんすう）（米吉梅特）
- 多虧了隧道二人組（日语：とんねるずのみなさんのおかげですのコーナー一覧#GOKANOH）（GOKANOH旁白）
- 土居勝（日语：土居まさる）的元氣通信（記者）[6]
- 漂流者的聖誕禮物（日语：ドリフのクリスマスプレゼント）（聲音演出）[來源請求]
- 〈鋼琴講述的愛情故事〉總有一天王子會（聲音演出）
- 星星之子公文（庫明）

## 腳註

## 外部連結
- 芳野日向子｜青二Production，存于 （日語）